# Tarbík egyptský
Tarbík egyptský (Jaculus jaculus) je menší hlodavec z čeledi tarbíkovitých s prodlouženýma zadníma nohama a dlouhým ocasem. Vyskytuje se v severní Africe, na Arabském poloostrově a ostrůvkovitě i v přilehlých oblastech.
Pohybuje se skoky po zadních nohách podobně jako klokani. Je aktivní večer a v noci. Den přečkává schovaný pod zemí v norách, které si vyhrabává. Živí se semeny a dalšími částmi rostlin. Obvykle vůbec nepije.

## Výskyt
Tento tarbík žije v severní Africe v souvislém pruhu od Maroka přes Alžírsko, Tunisko, Libyi, Egypt až po Súdán. Tato oblast pak v na blízkém východě pokračuje na Arabský poloostrov (Saúdská Arábie, Kuvajt, Katar, Spojené arabské emiráty, Omán a Jemen), přičemž zasahuje i do přilehlých částí Izraele, Jordánska, Sýrie a Iráku a Íránu. Kromě toho žije v oddělených oblastech v Mali, Nigeru, Nigérii, Čadu, Somálsku a Eritreji.
Ne plně potvrzené jsou zatím nálezy z jednotlivých míst v Senegalu a Mauritánii, kde však dříve zřejmě žil.
Tarbík egyptský netvoří žádné podrody, i když se vzhledem, především barvou těla, liší podle oblastí, které obývá (jednotliví autoři sice považují některé populace za poddruhy, např. J. jaculus vocator v Izraeli; není to však všeobecně přijímáno). Není zařazen mezi ohrožené druhy.

## Vzhled
Tarbík egyptský má tělo dlouhé 10–12 cm, ocas 15–25 cm a váží 43 až 75 g. Je to nejmenší druh rodu Jaculus. Má velmi dlouhé zadní nohy (4× delší než přední končetiny), jemnou šedožlutě až okrově zbarvenou srst a bělavé bříško. V nose mu rostou chloupky, které slouží i k zadržování vodních par při výdechu. Dlouhý ocas, který používá k rovnováze a při běhu také jako kormidlo, má na konci štětečku bílých (světlých) černě ohraničených chlupů. Prsty nohou jsou osrstěné, což zvyšuje plochu chodidla a dovolí jim skákat po písku, aniž by se probořili. Uši a oči jsou velké.

## Způsob života
Žije v pouštních a polopouštních oblastech, ale obývá i řídce zalesněné oblasti. Vyskytuje se v nadmořských výškách do 1500 m.
Pohybuje se jen po zadních nohách; přední používá jen k přidržování potravy a hrabání. Je aktivní večer a v noci. Den přečkává schovaný pod zemí v norách, které si vyhrabává v pevných půdách. Ty se skládají z hnízda, které bývá 1,2 m pod zemí, a několika spirálovitě zatočených vstupních chodeb. Zde také přečkává ve stavu podobném zimnímu spánku vlhké a studené počasí, i když např. v Iráku byli zjištěni jedinci, kteří jsou aktivní celý rok. V létě si přes den ucpává vstupy do nory, aby si v nich udržel přijatelné mikroklima; v zimě je ponechává otevřené.

### Potrava
Nemusí takřka vůbec pít. Většinu vody získávají z potravy, což jsou semena, oddenky, hlízy a kořínky.

### Rozmnožování
Samice tarbíků rodí po max. 25denní březosti 3–4 mláďata, přičemž další vrh se může opakovat již po 3 měsících. V Súdánu však byly zjištěny vrhy s až 10 mláďaty. Mláďata váží po narození 2 g, osamostatňují se po 2 měsících a dospělosti dosahují v 8 měsících až jednom roce.
V zajetí byl nejdelší doložený věk tarbíka egyptského 6 let a 3 měsíce.

## Domácí chov
Tarbíci jsou celkem nenáročná zvířata vhodná k chovu ve větším pouštním teráriu o velikosti aspoň 1,2 × 0,8 m, ve kterém by měl být dostatek vhodných úkrytů (jeskyněk z kamení nebo budek). Na dno je nejlepší vrstva písku. Teplota postačuje 23–26 °C – při ní jsou aktivní i ve dne, i když v přírodě při vyšších teplotách vylézají z nor až večer. Ke krmení je vhodná směs drobných semen, obilovin, které se doplňují o jemné seno, zelené části rostlin, zeleninu a ovoce, občas i hmyz. Je to spíše samotářské zvíře.
Přes relativní nenáročnost chovu není zatím toto atraktivní zvíře mezi chovateli příliš rozšířené.

## Příbuzné druhy
- Tarbík Blanfordův (Jaculus blanfordi) pocházející z Íránu, Pákistánu, Afghánistánu, Turkmenistánu a Uzbekistánu,
- Tarbík velký (Jaculus orientalis) žijící v Maroku, Alžírsku, Tunisu, Libyi, Egyptě a na jihu Izraele.